# 말벡

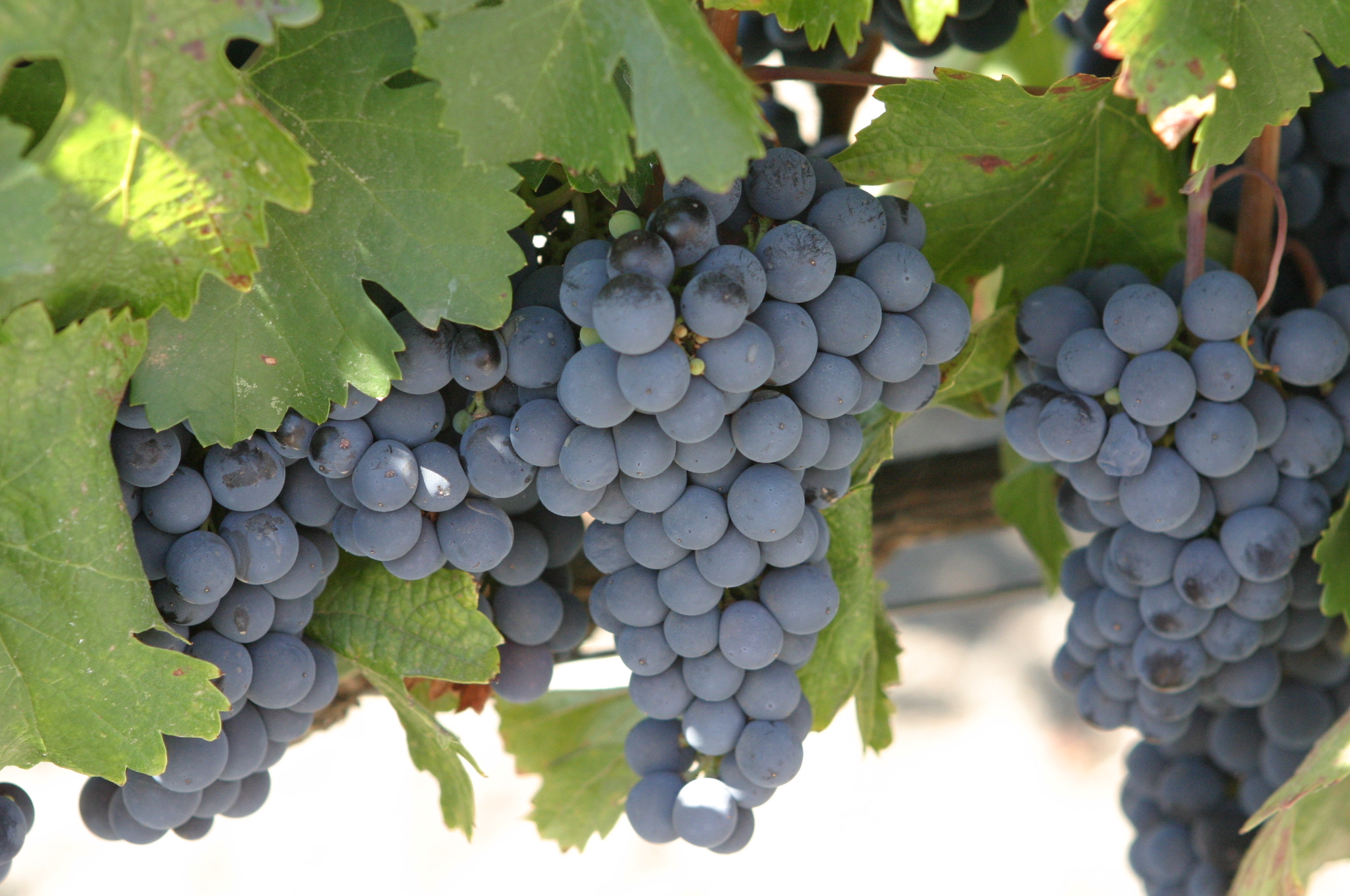

말벡(Malbec, [mal.bɛk]으로 발음)은 적포도주를 만드는 데 사용되는 보라색 포도 품종이다. 포도는 짙은 색을 띠고 탄닌이 강한 경향이 있으며 레드 보르도 와인의 블렌드에 허용되는 6가지 포도 중 하나로 알려져 있다. 프랑스에서는 말벡 농장이 현재 프랑스 남서부의 카오르에서 주로 발견되지만, 이 포도는 전 세계적으로 재배된다. 아르헨티나 품종으로 점점 더 유명해졌다.
이 포도는 1956년 서리로 인해 작물의 75%가 사망한 이후 보르도에서 인기가 줄어들었다. 카오르가 같은 서리에 맞아 포도원을 황폐화시켰음에도 불구하고 말벡은 다시 심겨졌고 그 지역에서 계속 인기를 얻었다. 이 지역의 와인 생산자들은 어둡고 풀바디한 와인을 만들기 위해 말벡과 메를로, 타나를 자주 혼합했지만, 최근에는 100% 말벡 품종 와인에 도전하고 있다.
대중적이지만 확인되지 않은 이론에 따르면 말벡은 프랑스 전역에 처음으로 포도 품종을 전파한 헝가리 농부의 이름을 따서 명명되었다고 한다. 그러나 프랑스의 포도 재배가이자 포도 재배학자인 피에르 갈레(Pierre Galet)는 대부분의 증거에 따르면 Côt가 품종의 원래 이름이며 부르고뉴 북부에서 유래했을 것으로 추정한다. 동의어의 유사성으로 인해 말벡은 종종 다른 포도 품종과 혼동된다. "Malbec argenté"는 말벡이 아니라 프랑스 남서부 포도 아부리우(Abouriou)의 변종이다. 카오르에서는 말벡 포도를 오세루아(Auxerrois) 또는 코트 누아르(Côt Noir)라고 한다. 이것은 때때로 완전히 다른 품종인 오세루아 블랑(Auxerrois blanc)과 혼동된다.
말벡 포도는 껍질이 얇은 포도로 성숙하려면 카베르네 소비뇽이나 메를로보다 더 많은 햇빛과 열이 필요하다. 제철 중반에 익으며 매우 깊은 색상, 풍부한 타닌, 그리고 클라레 블렌드에 복잡성을 더하는 특정 자두 맛 성분을 가져올 수 있다. 때때로, 특히 전통적인 재배 지역에서는 격자무늬가 아닌 대신 덤불덩굴(잔 시스템)로 재배된다. 그러한 경우 헥타르당 약 6톤이라는 상대적으로 낮은 생산량을 유지하는 경우도 있다. 이 재배 방법을 사용하여 생산된 와인은 진하고 진하며 과즙이 풍부하다.
품종으로서 말벡은 다소 잉크빛이 나는 빨간색(또는 보라색)의 강렬한 와인을 만들기 때문에 메를로 및 카베르네 소비뇽과 같은 블렌드에 일반적으로 사용되어 붉은색 프랑스 보르도 클라레 블렌드를 만든다. 루아르 계곡 등 일부 지역에서는 카베르네 프랑(Cabernet Franc)과 가메(Gamay)를 블렌딩한 포도이다. 다른 와인 지역에서는 포도를 사용하여 보르도 스타일의 블렌드를 생산한다. 이 품종은 서리에 민감하고 부서지거나 굳어지는 경향이 있다.